# Biblioteca legislativa

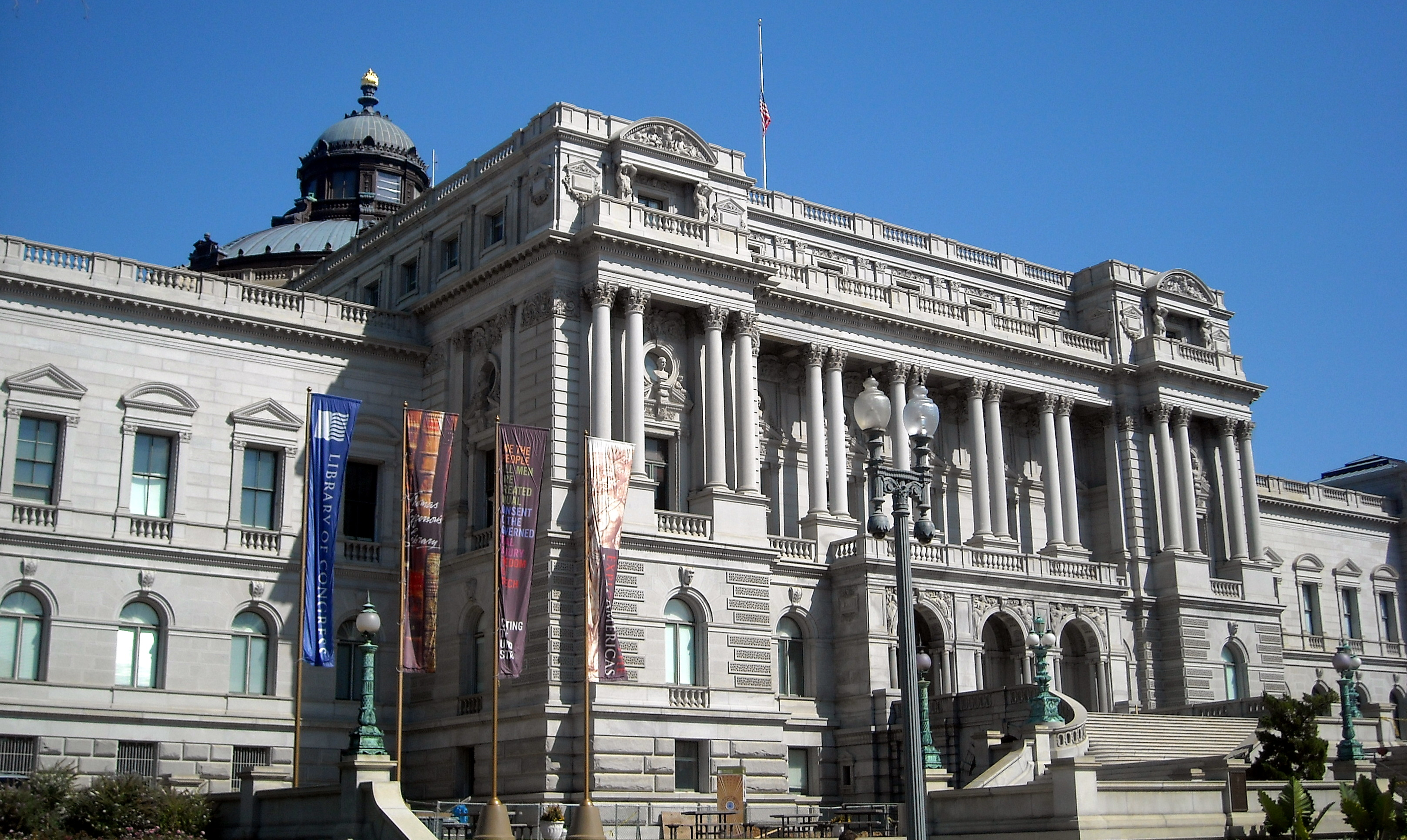
Edificio Thomas Jefferson de la Biblioteca del Congreso de los Estados Unidos

Una biblioteca legislativa o también llamada biblioteca parlamentaria o biblioteca del Congreso es un tipo de biblioteca especializada en la labor del poder legislativo de una entidad político-administrativa donde existe una legislatura, la cual puede ser de alcance nacional, subnacional o supranacional. Su función en primera línea es apoyar en el desempeño de la institución de la cual depende, sea un congreso, parlamento, asamblea u organismo afín, particularmente en lo referido a todo el proceso legislativo hasta la entrada en vigor de una ley.
Una de sus principales tareas tiene como objetivo la recopilación, tal como un archivo, de toda la información que es producida y requerida por los miembros del órgano legislativo y sus empleados, así como la elaboración de documentos con información relevante de sus integrantes para el conocimiento público, ya sea de los individuos que la componen, como también de los grupos parlamentarios (o bancadas) y de las acciones de los partidos políticos en estas funciones. Asimismo, las bibliotecas legislativas modernas realizan sus propias publicaciones, impresas y en línea, para los miembros legislativos y para fuentes externas de información. Para estos últimos, existe información que es para todo público y otra que es de acceso restringido. Dentro de las publicaciones propias, destacan la emisión de libros, ensayos y documentos informativos como boletines, periódicos, etc. 
La Federación Internacional de Asociaciones de Bibliotecarios y Bibliotecas ha publicado una guía con las directrices para las bibliotecas en labores legislativas. En muchos casos, la información publicada por estas bibliotecas, especialmente sus catálogos, forman parte del control de autoridades para obtener y conservar información relevante y fidedigna. Algunas bibliotecas legislativas, como la Biblioteca del Congreso de los Estados Unidos, cumple una doble función también como biblioteca nacional.

## Bibliotecas legislativas nacionales

### América

#### América del Norte

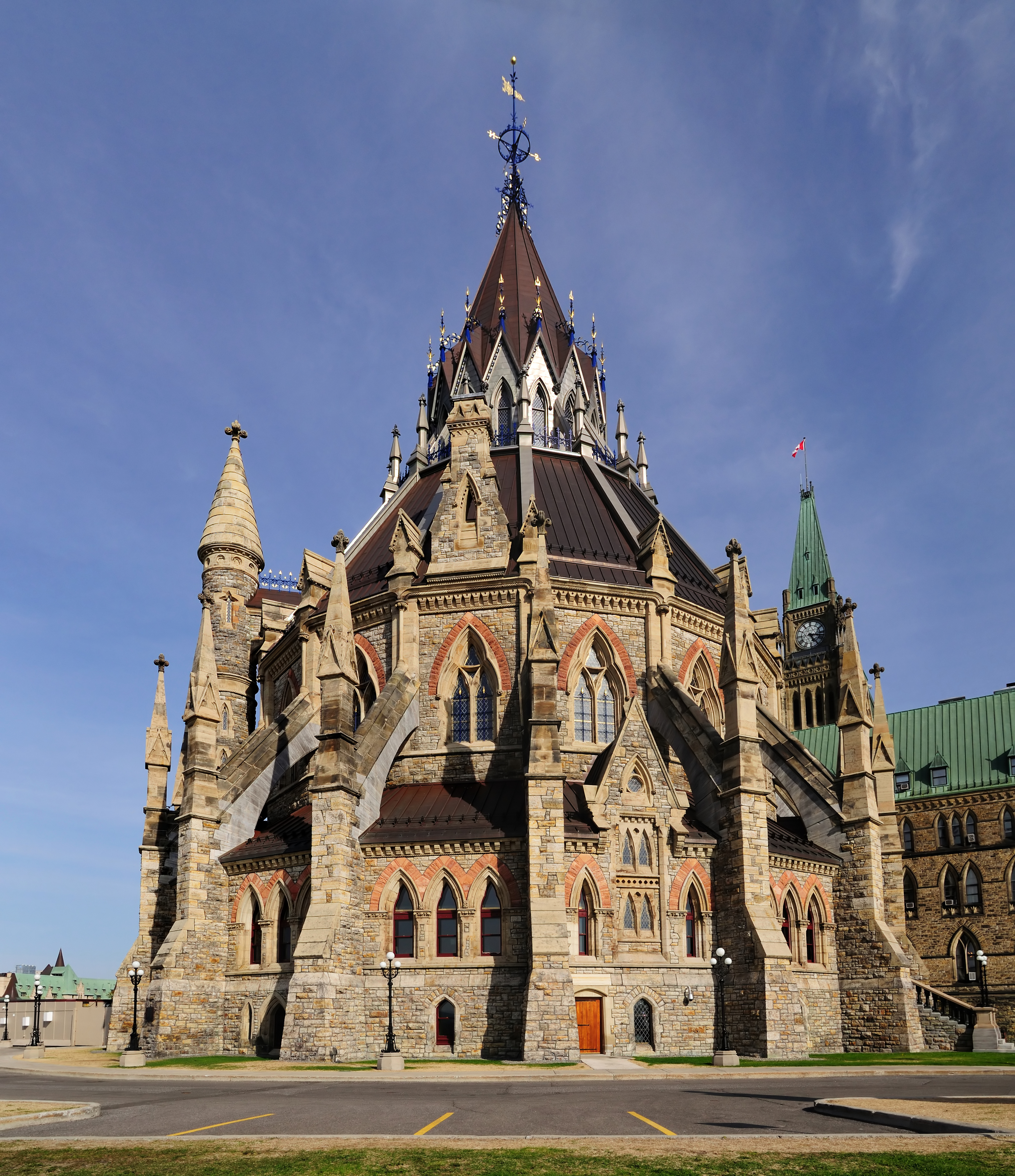
Biblioteca del Parlamento de Canadá, en Ottawa

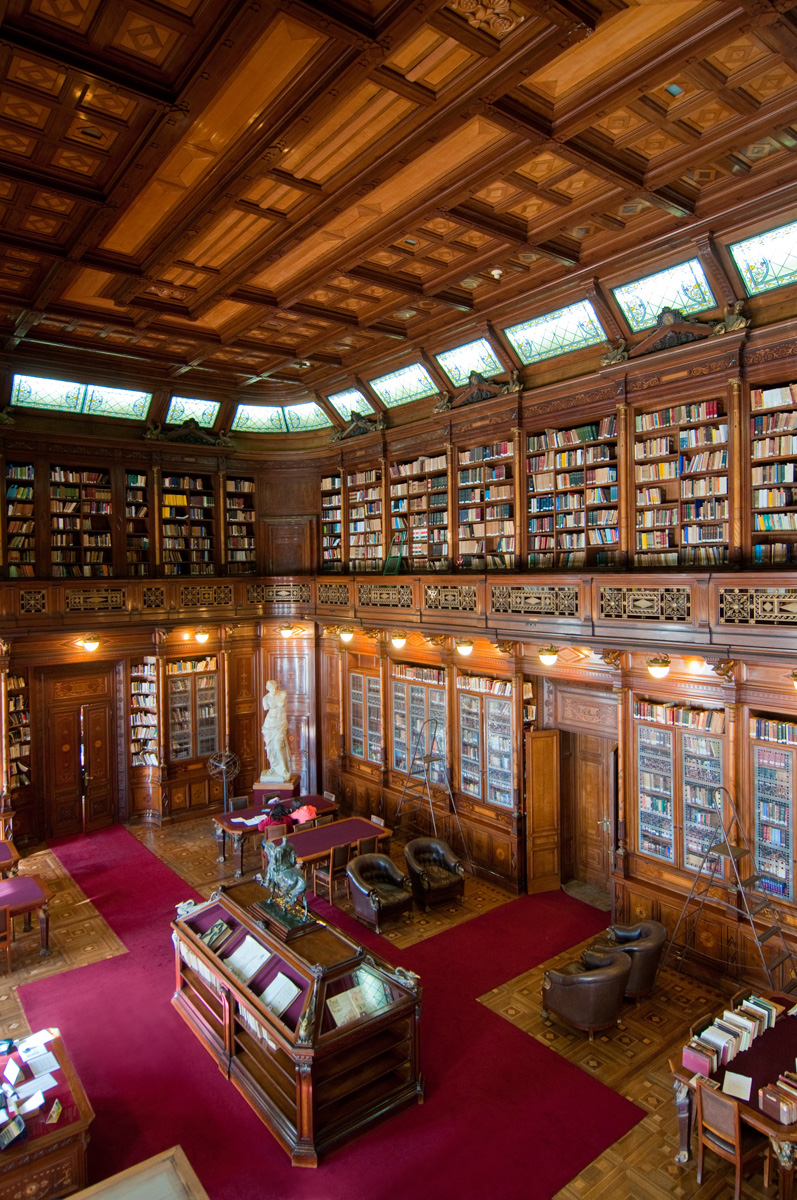
Biblioteca del Poder Legislativo de Uruguay, en el Palacio Legislativo de Montevideo.

- Canadá: Biblioteca del Parlamento
- Estados Unidos: Biblioteca del Congreso de los Estados Unidos
- México: Biblioteca del H. Congreso de la Unión

#### América Central y Caribe
- Costa Rica: Archivo y Biblioteca de la Asamblea Legislativa de la República de Costa Rica
- Cuba: Biblioteca y Centro de Documentación Antonio Maceo
- El Salvador: Biblioteca de la Asamblea Legislativa de El Salvador Dr. y Pbro. Isidro Menéndez
- Guatemala: Biblioteca Enrique Gómez Carrillo y Archivo Legislativo del Congreso de la República
- Panamá: Biblioteca Parlamentaria Dr. Justo Arosemena
- República Dominicana: Biblioteca del Congreso Nacional Juan Pablo Duarte

#### América del Sur
- Argentina: Biblioteca del Congreso de la Nación Argentina
- Bolivia: Biblioteca y Archivo Histórico de la Asamblea Legislativa Plurinacional
- Brasil: Biblioteca Pedro Aleixo (Cámara de Diputados) y Biblioteca Académico Luiz Viana Filho (Senado Federal)
- Chile: Biblioteca del Congreso Nacional de Chile
- Colombia: Biblioteca del Congreso de la República de Colombia
- Ecuador: Archivo-Biblioteca de la Asamblea Nacional del Ecuador
- Paraguay: Biblioteca y Archivo Central del Congreso Nacional
- Perú: Biblioteca del Congreso de la República César Vallejo
- Uruguay: Biblioteca del Poder Legislativo de Uruguay
- Venezuela: Biblioteca Federal Legislativa

### Europa

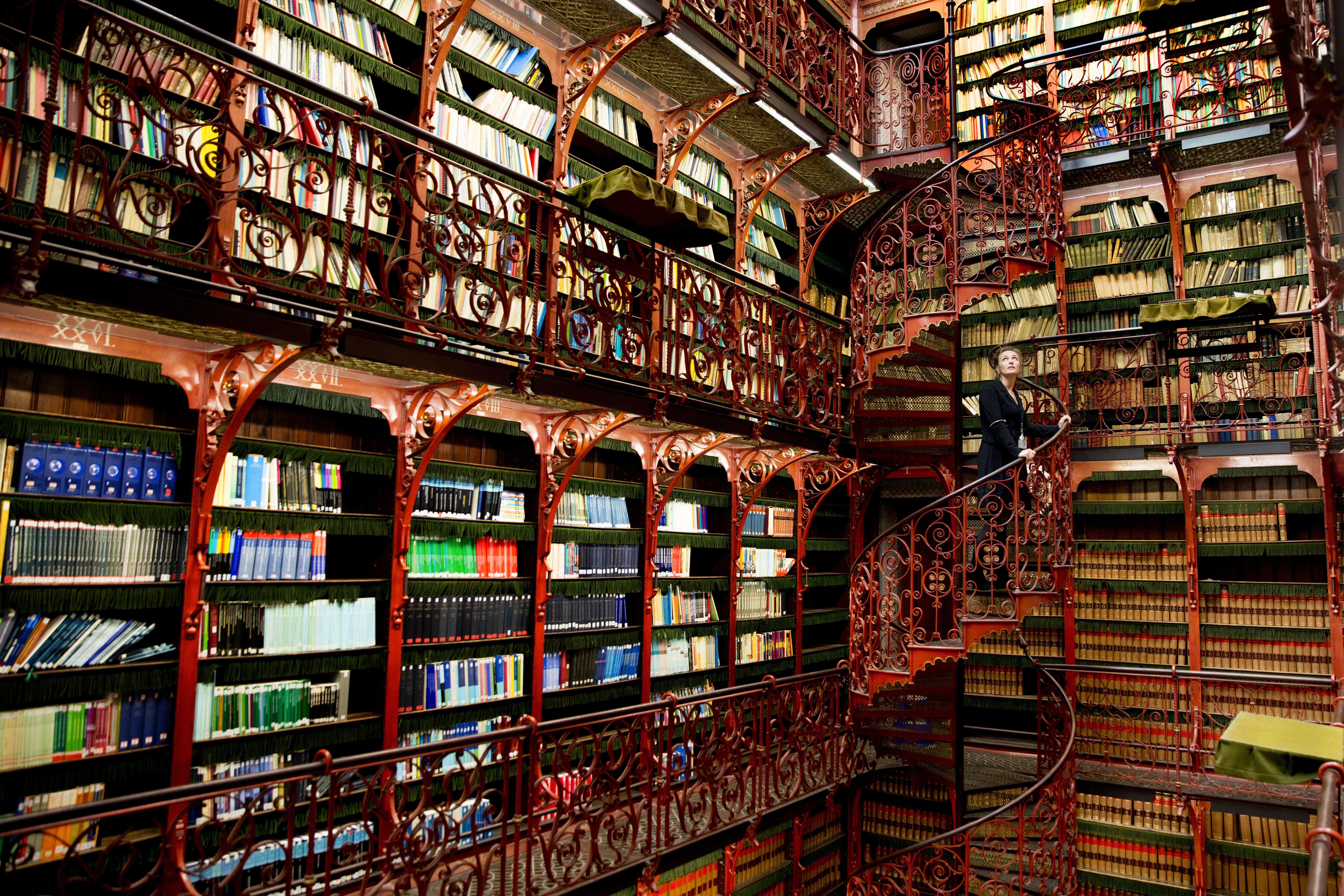
Interior de la Biblioteca Antigua de los Estados Generales de los Países Bajos, en La Haya

- Alemania: Biblioteca del Bundestag y Biblioteca del Bundesrat
- Austria: Biblioteca del Parlamento
- España: Biblioteca del Senado de España
- Estonia: Biblioteca Nacional de Estonia
- Finlandia: Biblioteca del Parlamento
- Francia: Biblioteca de la Asamblea Nacional de Francia
- Grecia: Biblioteca del Parlamento Helénico
- Italia: Polo bibliotecario parlamentario
- Países Bajos: Biblioteca Antigua de los Estados Generales (Handelingenkamer)
- Portugal: Biblioteca Passos Manuel
- Reino Unido: Biblioteca de la Cámara de los Comunes y la Biblioteca de la Cámara de los Lores
- Suecia: Biblioteca del Riksdag
- Suiza: Biblioteca Central del Parlamento Federal
- Ucrania: Biblioteca parlamentaria nacional de Ucrania

### Asia
- Filipinas: Biblioteca Legislativa de Filipinas
- Georgia: Biblioteca parlamentaria nacional de Georgia
- India: Biblioteca del Parlamento
- Japón: Biblioteca Nacional de la Dieta
- Singapur: Biblioteca del Parlamento
- Tailandia: Biblioteca de la Asamblea Nacional de Tailandia

### África
- Cabo Verde: Biblioteca de la Asamblea Nacional
- Egipto: Biblioteca del Parlamento
- Sudáfrica: Biblioteca del Parlamento
- Zambia: Biblioteca de la Asamblea Nacional de Zambia

### Oceanía
- Australia: Biblioteca Parlamentaria de Australia
- Nueva Zelanda: Biblioteca Parlamentaria de Nueva Zelanda